# Колянчук Олександр Миколайович
Колянчук Олександр Миколайович (2 квітня 1932, с. Вілька Тернівська, Холмський повіт, Люблінське воєводство, Польська Республіка — 7 травня 2023, м. Перемишль, Підкарпатське воєводство, Польща) — провідний український діяч в Польщі, віце-президент Південно-Східного Наукового Інституту в Перемишлі (з 1998 р.), доктор філософії в галузі історії (2001), доктор honoris causa КІРУЕ (2013), інженер с.-г.

## Становлення[3]
Народився на Холмщині в родині селян; мати — Анастасія Колянчук (Пащук), батько — Микола Колянчук. У 1947 р., під час Акції «Вісла», переселені на північні землі Польщі.
У 1956 р. закінчив Вищу аграрну школу в Ольштині, здобувши науковий ступінь магістр-інженер. Понад 40 років працював у мережі сільськогосподарських кооперативів і в системі с.-г. освіти, зокрема інспектором рільничих шкіл, ін.:
- 1974–78 — заст. директора Центру розвитку сільського господарства в Ольштинському повіті;

- 1985–93 — генеральний директор Центру розвитку сільського господарства в Сєрадзському повіті;
- 1983–87 — за сумісництвом член Ради освіти при Міністрі рільництва Польщі, співробітник низки с.-г. журналів.

Ведучий україномовних радіопередач в Ольштині — член редколегії, відповідальний редактор на радіо (1958–76).
Причетний до організації мережі пунктів навчання української мови.
Батько двох дітей.

## Громадська праця[4]
Долучився до створення — заступник голови воєводської управи в Ольштині (1959–65), відтак член головної управи Українського суспільно-культурного товариства Польщі (1971–73).
Член Головної ради Об'єднання Українців у Польщі в 1996—2001 роках.
Довголітній дописувач до українських періодичних видань в Польщі, зокрема газети «Наше Слово».

## Наукова діяльність[5]
У 1966—1989 роках — автор близько сотні праць польською мовою щодо сільського господарства, зокрема — укладач освітянських матеріалів, конспектів, як-от ABC wykwalifikowanego rolnika. Konspekt 350 pytań i odpowiedzi (Косьцежин, 1988)
На початку 1990-х присвятив себе дослідженням історії спільних українсько-польських взаємин початку ХХ ст., публіцистиці українською та польською мовами — автор півтора десятка книг та брошур, півсотні наукових статей, укладач близько сотні біограм українських військових та культуриних діячів, автор півсотні науково-популярних дописів.
Своє ім'я історика започаткував унікальним вкладом у обізнаність про військові меморіали 1920-1930-х років та масові поховання інтернованих в Польщі бійців Армії УНР в кількадесяти містах, опікою над ними, а також — виданням довідників з раніше невідомими відомостями про численний генералітет Українських визвольних змагань та кількатисячний склад учасників спільних польсько-українських змагань 1920 року.
Захистив наукову ступінь у Національному університеті «Львівська політехніка» за монографією Українська військова еміграція в Польщі 1920—1939 рр.
У 2013 році проголошений почесним докторем (Doctor honoris causa) Кіровоградського інституту регіонального управління та економіки.
Крайні видані книги — «Umarli, aby zmartwychwstała Ukraina»: miejsca pamięci Ukraińców — uczestników walk niepodległościowych w latach 1917—1921 w Polsce (2015, Перемишль, 256 с.), За нашу і вашу свободу. Учасники українських визвольних змагань 1917—1921 рр.: Місця пам'яті в Польщі. Довідник (за ред. С. Золотаря, 2018, Дрогобич, 288 с.), Ukraińscy emigranci polityczni w życiu naukowym, kulturalnym, społecznym i gospodarczym II RP (red. Stanisław Stępień, 2018, Przemyśl, 389 s.).

## Особисте життя[7]
Дружина — Лідія Колянчук (до шлюбу Євусяк-Трембач) — лікарка-офтальмологиня, громадська діячка, меценатка; у 1998—2001 — голова Українського лікарського товариства в Польщі, членкиня правління Світової Федерації Українських Лікарських Товариств.

## Нагороди та відзнаки[8]
- Державні нагороди України:

1. Орден князя Ярослава Мудрого V ступеня (2007).
2. Відзнака Президента України — ювілейна медаль «25 років незалежності України» (22 серпня 2016) — «за вагомий особистий внесок у зміцнення міжнародного авторитету Української держави, популяризацію її історичної спадщини і сучасних надбань та з нагоди 25-ї річниці незалежності України»[9]

- Державні нагороди Польщі:

1. Офіцерський Хрест Ордену Відродження Польщі (2015)[10];
2. Лицарський Хрест Ордену Відродження Польщі (1985);
3. Золотий Хрест Заслуги (1972);
4. Срібний Хрест Заслуги (1959);
5. Медаль 40-річчя Польської Народної Республіки (1984).

- Церковні нагороди:

1. Орден Святого Рівноапостольного князя Володимира Великого ІІІ ступеня Православної Церкви України (2020)[11];
2. Медаль Св. Священномученика Максима Горлицького Перемишльсько-Горлицької єпархії Польської православної церкви (2022);
3. Медаль Святих Кирила і Методія Перемишльсько-Варшавської митрополії УГКЦ в Польщі (2022).

- Відомчі та громадські відзнаки:

1. Нагрудний знак «Знак пошани» Міністерства оборони України (2017)[12].
2. Почесна відзнака Львівської обласної ради «100-річчя від дня проголошення Західно-Української Народної Республіки» (2018)[13]
3. Подяка Посольства України в Республіці Польща (2007);
4. Почесна грамота Світового конґресу українців «за вагомий внесок у розвиток українського суспільногожиття у Польщі» (2017).
5. Відзнака Українського наукового товариства в Польщі (2019)[14];
6. Почесна грамота Українського суспільно-культурного товариства Польщі (1978).

- Наукові відзнаки:

1. Всеукраїнська премія імені Івана Огієнка в номінації «Освіта» (2021)[15].
2. «Сторож пам'яті» — спеціальна почесна відзнака Українського військово-історичного товариства у Польщі (2019)[16].
3. Почесна золота відзнака польського Науково-технічного товариства інженерів і техніків сільського господарства (1984);
4. Почесна відзнака Ольштинської технічно-сільськогосподарської академії (1979);
5. Пам'ятна медаль Міністра освіти і виховання Польщі «з нагоди запровадження реформи системи національної освіти» (1978);
6. Почесне членство педагогічної ради Лідзбарсько-Вармінського с-г технікуму (1976);
7. Диплом визнання органу Міністерства сільського господарства Польщі (1977).

- Почесні звання:

1. Заслужений діяч культури Польщі;
2. Заслужений працівник сільського господарства Польщі (1970).